# Siegesallee

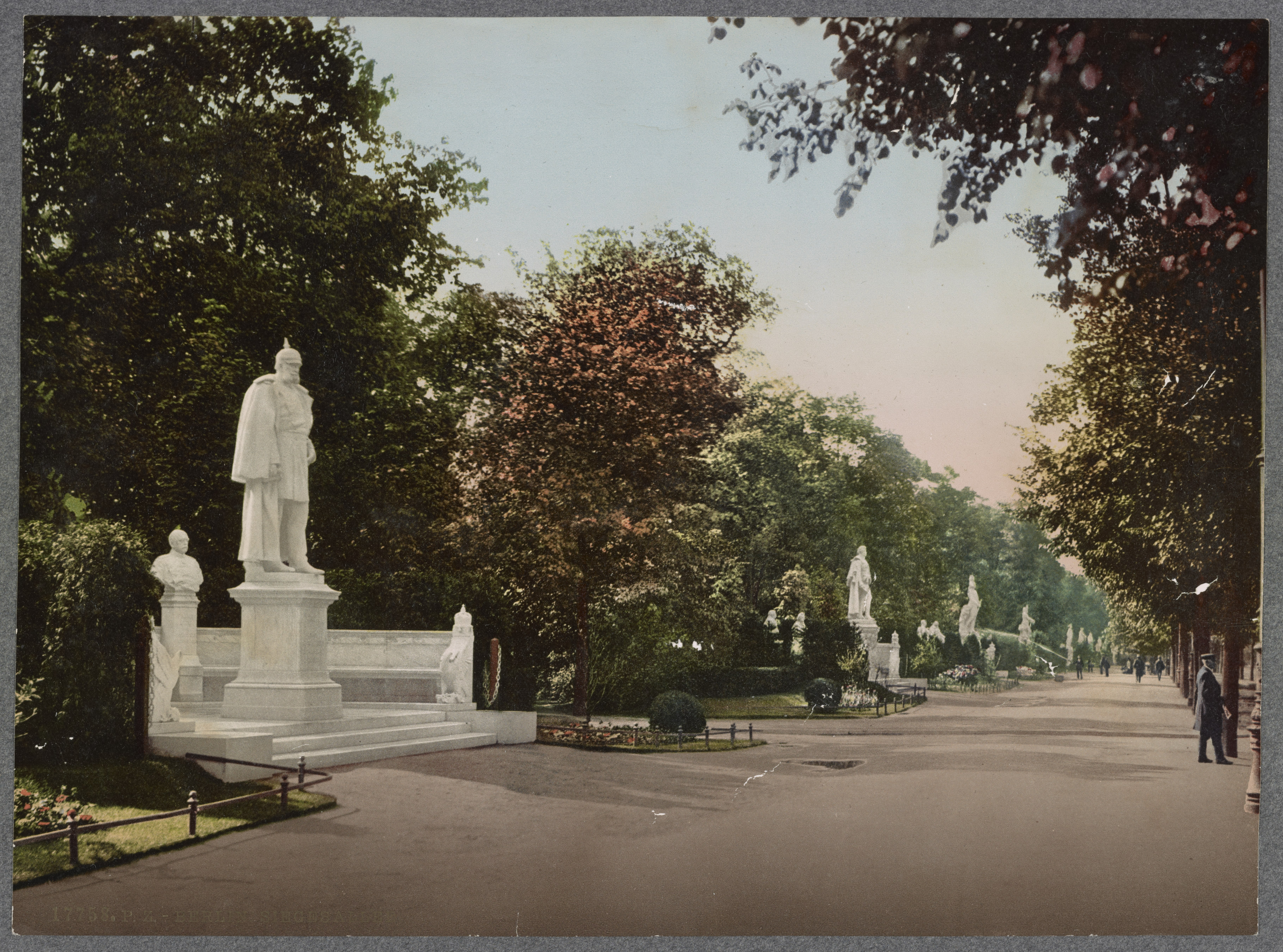
Ansicht der Siegesallee vom Königsplatz, um 1900

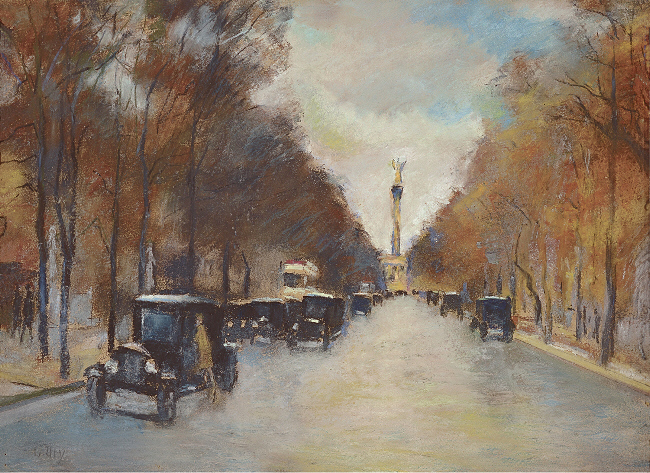
Siegesallee, Gemälde von Lesser Ury, 1920

Die Siegesallee (auch Sieges-Allee) war ein von Kaiser Wilhelm II. 1895 in Auftrag gegebener und finanzierter Prachtboulevard im östlichen Teil des Tiergartens in Berlin, der 1901 vollendet wurde. 
32 Denkmäler aus Marmor stellten sämtliche Markgrafen und Kurfürsten Brandenburgs und Könige Preußens zwischen 1157 und 1888 dar. Den Hauptfiguren standen je zwei Büsten von Personen zur Seite, die im Leben oder in der Zeit der jeweiligen Herrscher eine wichtige Rolle spielten. 
Die repräsentative Allee gilt als umfangreiches Werk des Historismus in der Bildenden Kunst. Der monumentale Boulevard war bereits kurz nach seiner Fertigstellung umstritten, da Kritiker Wilhelm II. vorwarfen, durch die glorifizierende Darstellung der Hohenzollernherrscher den imperialen Machtanspruch des Kaiserreichs unterstreichen zu wollen. Teile der Berliner Bevölkerung belächelten die Skulpturen als „Puppenallee“.
In der Zeit des Nationalsozialismus wurden die 32 Denkmäler der Siegesallee in die heutige Große Sternallee versetzt. Im Zweiten Weltkrieg wurden viele Figuren beschädigt. Ein Teil (4 von 32) ist verschollen, einige andere wurden an neuen Plätzen aufgestellt. Die Trasse der Siegesallee wurde eingeebnet und die übrigen Denkmäler im Park des Schlosses Bellevue vergraben. Die 1978 wieder ausgegrabenen Figuren werden in der Zitadelle Spandau gelagert, konserviert und restauriert. Seit April 2016 werden die Figuren als Teil der neuen Dauerausstellung „Enthüllt. Berlin und seine Denkmäler“ präsentiert.

## Geschichte der Trasse
Als Parkallee wurde die Trasse der Siegesallee im Herbst 1873 angelegt, unmittelbar vor Einweihung der Siegessäule auf ihrem damaligen Standort am Königsplatz (seit 1926: Platz der Republik). Die 750 Meter lange Allee war als Sichtachse zwischen dem Königsplatz mit der Siegessäule und dem Kemperplatz mit dem Rolandbrunnen konzipiert. 
In der Zeit des Nationalsozialismus wurde die Siegessäule im Zuge der Erweiterung der damaligen Charlottenburger Chaussee zur Ost-West-Achse (heute: Straße des 17. Juni) an den Großen Stern versetzt; ebenso erfolgte die Räumung der Siegesallee, deren 32 Denkmäler in die heutige Große Sternallee umgesetzt wurden. Die weiteren Planungen Albert Speers sahen auf der Trasse der Siegesallee den Beginn der Nord-Süd-Achse der „Welthauptstadt Germania“ vor. 
Unmittelbar nach Ende des Zweiten Weltkriegs ordnete die Alliierte Kommandantur noch 1945 die Einebnung der verbliebenen Reste der Siegesallee an. Auf ihrer Trasse ließ die Rote Armee 1945 exakt mittig, an der Kreuzung der Siegesallee mit der Ost-West-Achse, das Sowjetische Ehrenmal errichten, das den Verlauf der einstigen Allee gezielt abriegelte. Die Trasse im Park des Großen Tiergartens wurde eingeebnet und durch Bepflanzung unkenntlich gemacht. 
Seit den Nachkriegsjahren und dem Nachwuchs der Bäume des Tiergartens verblieb ein Spazierweg durch den Großen Tiergarten, der von der Straße des 17. Juni gegenüber dem Sowjetischen Ehrenmal in die Kleine Querallee mündet, die zum Kemperplatz führt.
Ab 2006 wurde der exakte Verlauf der einstigen Trasse der Siegesallee rekonstruiert, seither ist sie als Fußweg zwischen der Straße des 17. Juni und dem Kemperplatz begehbar.

## Geschichte der Figuren

### Ankündigung und Zielsetzung
Die 32 Denkmalgruppen spannten einen geschichtlichen Bogen von Albrecht dem Bären, dem Begründer der Mark Brandenburg im Jahr 1157, bis zum ersten Deutschen Kaiser Wilhelm I. im Jahr 1871, den Wilhelm II. in der ersten öffentlichen Ankündigung des „bleibenden Ehrenschmucks“ betonte.

#### Rede WilhelmsII. 1895

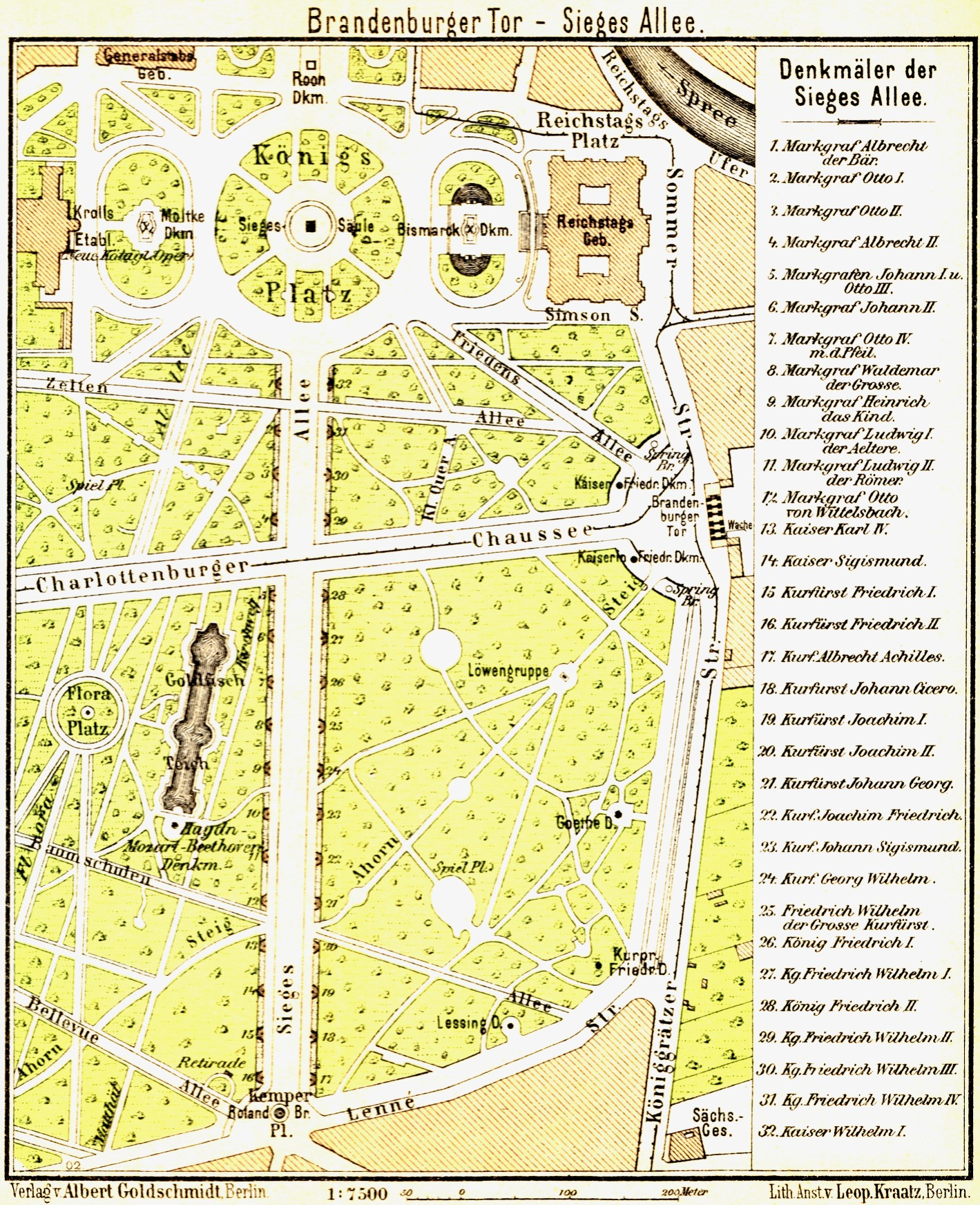
Plan der Siegesallee mit den 32 Figurengruppen 1902

Am 27. Januar 1895, seinem 36. Geburtstag, führte er unter anderem aus:

„Als Zeichen Meiner Anerkennung für die Stadt und zur Erinnerung an die ruhmreiche Vergangenheit unseres Vaterlandes will Ich daher einen bleibenden Ehrenschmuck für Meine Haupt- und Residenzstadt Berlin stiften, welcher die Entwickelung der vaterländischen Geschichte von der Begründung der Mark Brandenburg bis zur Wiederaufrichtung des Reiches darstellen soll. Mein Plan geht dahin, in der Siegesallee die Marmor-Standbilder der Fürsten Brandenburgs und Preußens, beginnend mit Albrecht dem Bären und schließend mit dem Kaiser und König Wilhelm I., und neben ihnen die Bildwerke je eines, für seine Zeit besonders charakteristischen Mannes, sei er Soldat, Staatsmann oder Bürger, in fortlaufender Reihe errichten zu lassen. Die Kosten der Gesamtausführung will Ich auf Meine Schatulle übernehmen.“

#### Politisches Ziel
Wilhelm II. hatte den Wunsch, sich durch den Boulevard, wie seinerzeit der Große Kurfürst, als Kunstkenner und Mäzen zu profilieren, was das Renommee des Kaisers heben sollte. Die glanzvolle Prachtstraße war somit Teil der kaiserlichen Öffentlichkeitsarbeit, die seine Beliebtheit in der Bevölkerung steigern sollte. Von der Kunsthistorikerin Uta Lehnert zusammenfassend als „Réclame Royale“ gekennzeichnet, bestand der Grundgedanke für die Errichtung der Siegesallee darin, „die Entwicklung der brandenburg-preußischen Geschichte in Richtung auf die Verwirklichung der nationalen Einheitsidee darzustellen“ (→ Borussianismus) und als preußische Geschichte in Bildern ohne Worte eine Antwort auf die Frage zu geben, „warum gerade aus der unbedeutenden Mark und ausgerechnet aus dem Hause Hohenzollern der Impuls zur ‚Wiederbegründung‘ des Reiches gekommen ist.“ Im Ausland sollte durch die Siegesallee der Ruf des Kaiserreiches gefördert werden, indem die Hauptstadt Berlin ihre Bedeutung durch Gedenkstätten nationalen Ranges unterstrich.
Gleichzeitig äußerte Wilhelm II. mit der Siegesallee seine Vorliebe für die Mode des Historismus. Auf der Eröffnungsrede zum Boulevard 1901, der sogenannten „Rinnsteinrede“, machte er deutlich, dass ihm die Moderne Kunst widerwärtig erschien. Wegen der Deutlichkeit seiner Rede wurde Wilhelm II. vorgeworfen, die Richtung der Bildenden Kunst von oben verordnen zu wollen (s. u.: „Rinnsteinkunst“). Wegen des Umfangs der in den Jahren um 1900 in Berlin verwirklichten Denkmalprojekte wurde der Kaiser von Teilen der Bevölkerung „Denkmalwilly“ genannt.

### Realisierung und Finanzierung

#### 32 Gruppen und zwei Nachzügler

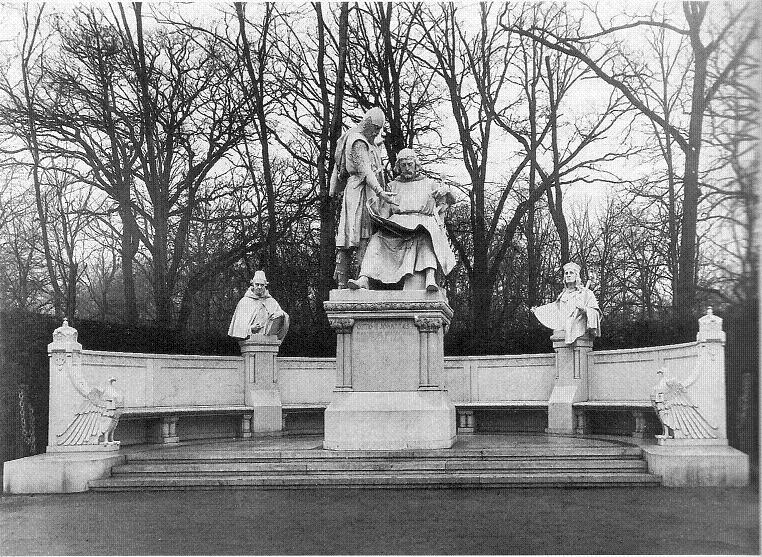
Denkmalgruppe 5 mit dem Doppelstandbild von Johann I. und Otto III.

Unter der Leitung des Architekten Gustav Halmhuber und des Bildhauers Reinhold Begas schufen zwischen 1895 und 1901 27 Bildhauer 32 Standbilder der Brandenburger und preußischen Herrscher von 2,75 Meter Höhe. Die Markgrafen, Kurfürsten und Könige standen zentral auf einem halbrunden Sockel, der hinten von einer Sitzbank umschlossen war. Die beiden Nebenfiguren waren in die Sitzbank eingepasst und teilten sie in drei Abschnitte, siehe die Liste der Figurengruppen in der Berliner Siegesallee. Am 18. Dezember 1901 erfolgte die Fertigstellung der Siegesallee.
Nach dem Entwurf von Ernst von Ihne kamen 1903 noch die Gruppen 33 und 34 hinzu und 1904 das von Adolf Brütt geschaffene Standbild des Prinzen Wilhelm von Preußen, des späteren ersten Kaisers, in der Uniform der Befreiungskriege – was eine Verbindungslinie zu den gleichfalls von Brütt geschaffenen, 1906 in Weimar vollendeten Reliefs der Kaiser-Wilhelm-Gedächtniskirche zog.
Nach Uta Lehnert wurde die Siegesallee zur „Kraftprobe für die Berliner Bildhauerschule“, die in all ihren unterschiedlichen Strömungen bei den Arbeiten vertreten war.

#### Kosten und Steinmetzarbeiten
Die Kosten betrugen pro Denkmalgruppe, also für jeweils drei Figuren, das Podest und die Sitzbank 50.000 Mark, bei 32 Gruppen also 1,6 Millionen Mark (kaufkraftbereinigt in heutiger Währung: rund 13,3 Millionen Euro). Wilhelm II. übernahm die Finanzierung des Projekts. Neben den erwirtschafteten Erträgen seiner Güter verwandte er Teile seines Etats aus öffentlichen Mitteln. So lastete die Bezahlung der Siegesallee nicht allein auf dem Haus Hohenzollern, da de facto auch Steuergelder eingesetzt wurden. Der spätere Streit um die Fürstenenteignung 1926 sollte beweisen, wie schwierig öffentliche Gelder des Reiches und private Mittel des Kaiserhauses zu trennen waren. Hinzu kam, dass die Kosten von 1,6 Millionen Mark noch nicht die Infrastruktur- und Folgekosten wie Straßenbau, Beleuchtung, Gartengestaltung, Wartung, Reinigung oder Bewachung enthielten.
Das Künstlerhonorar lag pro Gruppe einheitlich, unabhängig von Person und Ansehen, bei 46.000 Mark. Von diesem Betrag mussten die Bildhauer sämtliche Material-, Arbeits- und Transportkosten und die Steinmetzarbeiten bestreiten. Von wenigen Ausnahmen abgesehen, führte zum Leidwesen von Reinhold Begas, der sich bitter über das handwerkliche Unvermögen beklagte, kein Bildhauer die Marmorarbeiten selbst aus. Vielmehr erstellten die Bildhauer Ton- und Gipsmodelle (nicht erhalten), die sie überwiegend in Berliner Werkstätten in Marmor ausführen ließen. Obwohl der an den Vorbereitungen beteiligte Stadthistoriker Ernst Friedel, unter anderem wegen der größeren Haltbarkeit, die Verwendung von Bronze vorgeschlagen hatte, entschied sich Wilhelm II. für Carrara-Marmor. In der Erwartung, dass italienische Fachleute in der Bearbeitung dieses Gesteins große Erfahrung haben und zur Kostenersparnis, vergaben die Bildhauer die Aufträge an italienische, in Berlin ansässige Werkstätten wie Carnevale und Valentino Casal. Casal fertigte alleine zwölf Gruppen an und führte zur Bewältigung der Aufgaben Akkordarbeit ein. Die tariflich gebundenen und teureren deutschen Steinmetze protestierten heftig gegen ihre Nichtberücksichtigung. Die Architekturteile hingegen führten meist deutsche Steinmetzbetriebe aus, die Mosaikarbeiten übernahmen renommierte Firmen wie Puhl & Wagner. Die leitenden Architekten bekamen pro Gruppe 700 Mark.

### Gestaltung und Auswahl der Figuren

#### Figuren, Nebenfiguren und ihre Details

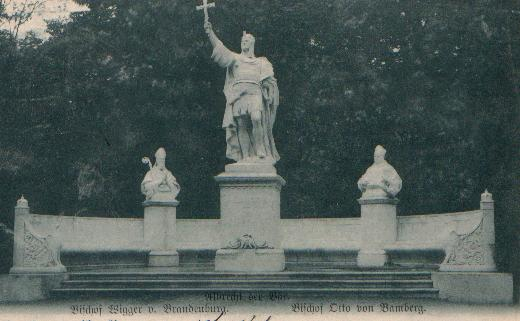
Bischof Wigger von Brandenburg, Albrecht der Bär, Bischof Otto von Bamberg; Postkarte 1898, Denkmalgruppe 1

Die Standbilder der Askanier, Wittelsbacher, Luxemburger und Hohenzollern wurden flankiert von zwei kleineren Büsten mit der Darstellung von Personen, die im Leben der Herrscher oder in ihrer Zeit eine wichtige Rolle spielten. Bei Albrecht dem Bären waren das beispielsweise Bischof Wigger von Brandenburg und Bischof Otto von Bamberg. Zur Seite seines Sohnes und zweiten Brandenburger Markgrafen Otto I. standen die Büsten seines Taufpaten Pribislaw-Heinrich und des ersten Abtes Sibold aus dem Kloster Lehnin, das Otto I. gestiftet hatte. Johann Gans zu Putlitz, Nebenfigur zu Otto II., hält im rechten Arm das Kloster Marienfließ in der Prignitz und in der linken Hand die von ihm ausgestellte Stiftungsurkunde.
Die Sockel der Denkmäler und Büsten wurden zum Teil mit detaillierten Darstellungen ausgestattet. Der Bildhauer Max Unger stellte beispielsweise in seinen Reliefs am Sockel Ottos I. das Kloster Lehnin und den Gründungstraum Ottos um dieses Kloster dar (siehe ausführlicher bei Otto I.).
Bei späteren Gruppen sind persönliche Bezüge der Haupt- zu ihren Nebenfiguren nicht immer zu erkennen. So gesellte der Bildhauer Joseph Uphues zu Friedrich dem Großen den Komponisten Johann Sebastian Bach, auch wenn der Alte Fritz zu seinem Hofmusiker Carl Philipp Emanuel Bach eine ungleich tiefere Beziehung hatte. Friedrich Wilhelm II. bekam von Adolf Brütt Immanuel Kant zugesellt, auch wenn Kants 15 letzte Lebensjahre durch den sich stetig zuspitzenden Konflikt mit der Zensurbehörde, deren Leitung Friedrich Wilhelm II. dem neuen Kultusminister Wöllner übertragen hatte, gekennzeichnet waren. Karl Begas stellte eine Büste Alexander von Humboldts neben die Statue von Friedrich Wilhelm IV.

#### Gestaltung nach der Fantasie
Da von den Askaniern und weiteren Geschlechtern keine Abbilder existierten, wurde die Gestaltung der ersten Denkmalgruppen nach der Fantasie und Vorstellung der einzelnen Bildhauer vorgenommen. Walter Schott zum Beispiel zeichnete einen kühnen und entschlossenen Albrecht den Bären in kriegerischer Ausrüstung, der gestützt auf sein Schwert ein Kreuz in die Höhe hält und mit dem Fuß ein slawisches Götzenbild in den Staub tritt. Diese Darstellung sollte symbolisieren, dass Albrecht nach vielen vergeblichen deutschen Versuchen zuvor 1157 die slawischen Stämme in den Regionen Zauche und Havelland endgültig besiegen konnte und damit „das christliche Kreuz über die slawischen Götzen triumphieren ließ“.
Nach heutigem Kenntnisstand wird diese Darstellung dem ersten Brandenburger Markgrafen nur zum Teil gerecht. Denn der deutsche Landesausbau nach Osten lief in den 1150er Jahren, von Ausnahmen abgesehen, weitgehend unblutig ab und die nachhaltige Konsolidierung dieser Gebiete ist eher der geschickten diplomatischen Ansiedlungspolitik der ersten Askanier geschuldet.

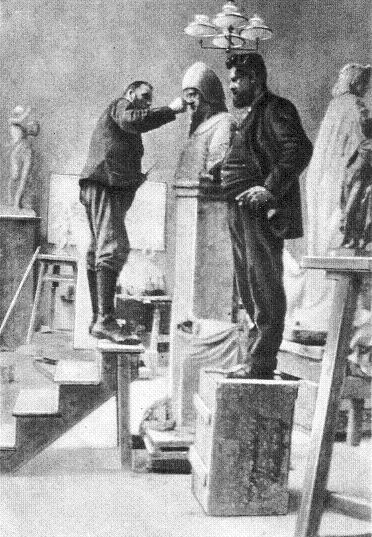
Heinrich Zille steht Modell für Wedigo von Plotho aus der Gruppe 9

Die Gesichtszüge Albrechts formte Schott nach seinem eigenen Kopf. Für die Nebenfiguren, die Bischöfe Wigger von Brandenburg und Otto von Bamberg, suchte er per Zeitungsannonce nach Modellen. Unter den rund 40 Bewerbern wählte er nach eigener Angabe „einen märkischen Fischer, einen reizenden alten Mann“ und „für den Bamberger einen dicken Kölner Küfer“ aus. Denn von dem Brandenburger habe er die Vorstellung eines „mageren, halbverhungerten Priesters“ gehabt, da es in der Mark nicht so viel zu essen gegeben habe, während er bei dem Bamberger aufgrund dessen gutsituierten Erzbistums an einen gebildeten, sehr behäbigen und runden Mann gedacht habe.

#### Modell Heinrich Zille
Der bedeutende Grafiker Heinrich Zille hatte bereits einige Jahre vor seiner Aufnahme in die Berliner Secession, die der Kaiser in seiner „Rinnsteinrede“ im Blick hatte (s. u.), seinem Freund August Kraus für die Büste des Ritters Wedigo von Plotho, genannt der Bauernschlächter, Modell gestanden. Die Büste war eine Nebenfigur zum Markgrafen der Jahre 1319/1320 Heinrich das Kind. Die Kreuzzeitung amüsierte sich in ihrem Bericht zur Einweihung des Denkmals am 22. März 1900 königlich:

„So ist z. B. das bärbeißige Raubrittergesicht des biederen Grafen Plotho mit der so charakteristischen urgermanischen Kartoffelnase, das die Heiterkeit des königlichen Auftraggebers in so hohem Maße erregte, nicht etwa ein Phantasiegebilde des Künstlers, sondern das wohlgelungene Porträt eines ehrbaren Charlottenburger Spießbürgers und technischen Leiters einer bekannten Großen Kunstanstalt […]“

### Zeitgenössische Kritik

#### Puppenallee und Otto der Faule
Die zeitgenössische Kritik an der Siegesallee wurde aus den unterschiedlichsten Richtungen geäußert. Im Berliner Volksmund wurde die Siegesallee als „Puppenallee“ verspottet. Daraus resultiert das in Darstellungen zur Berliner Stadtgeschichte häufiger nachzuweisende Missverständnis, nach dem die gebräuchliche Redewendung „bis in die Puppen“ auf die Siegesallee zurückgehe. Die Redewendung ist jedoch älter und bezog sich ursprünglich auf die weite Wegstrecke zu den als ‚Puppen‘ bezeichneten Sandsteinstatuen antiker Götter, die bis Anfang des 19. Jahrhunderts am Großen Stern standen. Namen wie „Marmorameer“ und „Nippes-Avenue“ machten in Bezug auf die Siegesallee die Runde. Nachdem die Figuren gelegentlich durch vandalistische Angriffe beschädigt worden waren, kreierten die Berliner in Anlehnung an die Invalidenstraße den Begriff „Neue Invalidenstraße“ für den Prachtboulevard.

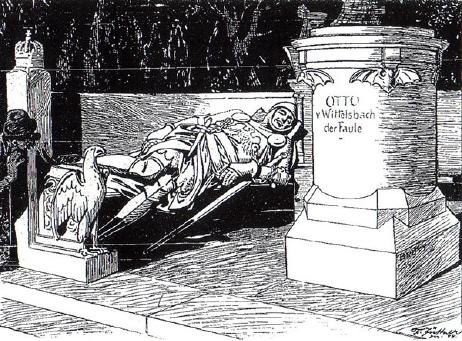
Otto der Faule ruht sich aus, Karikatur von Jüttner zum Werk von Adolf Brütt in den Lustigen Blättern, 1899

Kritische und satirische Blätter wie Kladderadatsch, Simplicissimus oder die Lustigen Blätter nahmen das Thema dankbar auf. Insbesondere die Darstellung Ottos des Faulen aus dem bayerischen Haus Wittelsbach beflügelte die Karikaturisten. Adolf Brütt hatte den Markgrafen der Jahre 1365 bis 1373 „in ziemlich lascher Haltung und mit herunterhängenden Augenlidern, kurz mit blödem Gesicht“ dargestellt. Durch diese Darstellung fühlten sich einige Bayern angegangen, die eine Stichelei des preußischen Künstlers argwöhnten.
Dichter und Schriftsteller reimten sarkastische Verse wie Christian Morgenstern im Vierzeiler Neo-Berlin oder Steine statt Brot. Arno Holz persiflierte die Allee in seinem kaiserkritischen Niepepiep-Dialog in der Blechschmiede (1902) und verlegte sie im späteren Deutschen Dichterjubiläum (1923) ironisierend nach Timbuktu. Heinrich Mann macht sich im sechsten Kapitel seines Romans Der Untertan (1914/1918) über die Personenauswahl und die engagierten Künstler lustig. Mit der Titelwahl Lieder aus dem Rinnstein für seine Sammlung verarbeitete Hans Ostwald den Kunstbegriff der Eröffnungsrede Wilhelms II. und damit die geäußerte Weltanschauung auf satirische Weise. Witzig ist Struwwelpeter auf dem mittleren Podest, wie ihn John Elsas auf Blatt 411 darstellte und dazu folgenden Vers schrieb: „In Siegs-Allee, ich wette drauf / stellt man den Struwelpeter auf / der Bub der hat sich aufgeschwungen / und die ganze Welt bezwungen / ich sag drum Euch / dass mir gefällt: / so ein grosser / Siegesheld.“
Als besonders misslungen bewertete die zeitgenössische Kunstkritik die drei Gruppen 11 von Emil von Görtz, 14 von Eugen Boermel und 22 von Norbert Pfretzschner.

#### Rinnsteinkunst
Mit der „Rinnsteinrede“ zur Eröffnung der Siegesallee am 18. Dezember 1901 hatte der Kaiser die kritischen Reaktionen verstärkt. Seine Ansicht, die künstlerische Moderne sei ‚in den Rinnstein‘ niedergestiegen, da sie das Elend noch scheußlicher hinstelle als es schon sei, wandte sich gegen sogenannte moderne Richtungen und Strömungen. Durch die nachträgliche Veröffentlichung bekam diese Rede, in der der Kaiser seinen Kunstgeschmack in aller Deutlichkeit unterstrich, eine offizielle Note. „Eine Kunst, die sich über die von Mir bezeichneten Gesetze und Schranken hinwegsetzt, ist keine Kunst mehr, ist Fabrikat, ist Gewerbe […]“ Das negative Echo in den Medien sorgte dafür, dass sich Wilhelm II. um die Reputation seines ‚bleibenden Ehrenschmucks‘ sorgen musste. Dennoch: „Das Experiment Siegesallee dürfe als gelungen betrachtet werden, verkündete der Kaiser, der Eindruck, den sie mache, sei ein ganz überwältigender, überall sei ein ungeheurer Respekt für die deutsche Bildhauerei zu spüren.“
Für die angesprochenen Impressionisten und Modernisten wie Max Liebermann, Käthe Kollwitz, Heinrich Zille, Max Slevogt, Lovis Corinth, Hans Baluschek oder die weiteren Mitglieder der späteren Berliner Secession avancierte die Äußerung Wilhelms II. „zu einer Art Gütesiegel“, weil es „jemanden bezeichnete, der nicht zur offiziellen Hofkunst, sondern zur Avantgarde gehörte“.

#### Fachkritik

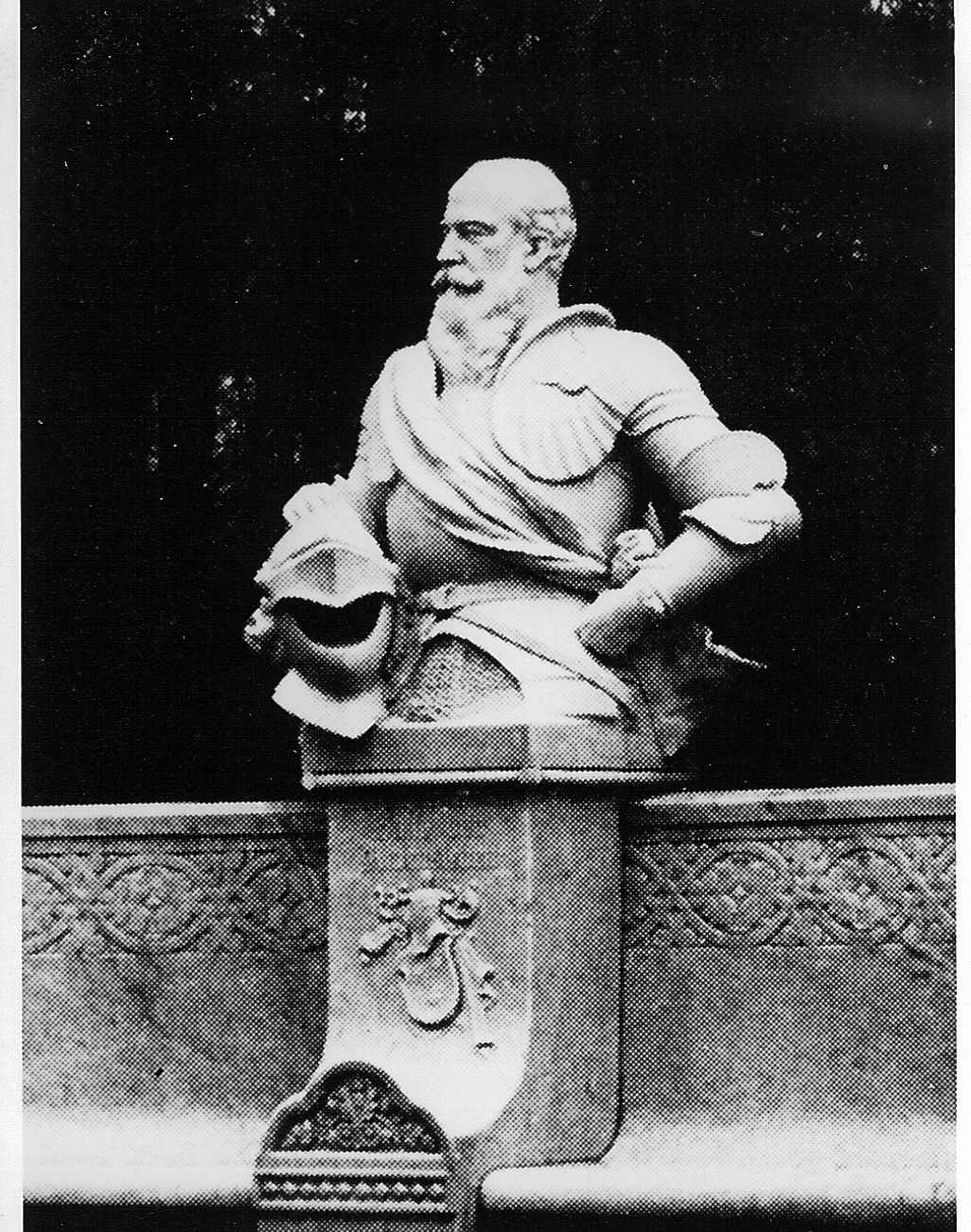
Landeshauptmann Busso VII. von Alvensleben, Seitenbüste aus der Gruppe 18

Die Fachkritik für diese deutsche Bildhauerei war überwiegend hart. Als ideenlose und austauschbare Verherrlichung ohne Herausarbeitung der charakteristischen Züge der dargestellten Würdenträger betrachteten viele den modernen Strömungen zugewandte Künstler die Arbeit der Kollegen. Ein vernichtendes Urteil fällte der Kunstkritiker und Publizist Karl Scheffler:

„Malerisch drapierte Mäntel, kühne Helmsilhouetten, gebietende Armbewegungen, protzige Schlächterdarstellungen, bohrende Blicke, Kostümexegesen von Bärenfell bis Hermelinmantel, Krone, Kanonierstiefel, kurz: Panoptikum […] Nicht einer, mit Ausnahme vielleicht von Begas und Brütt, hatte eine Ahnung, wie eine Büste mit dem Postament und dieses mit der Bank organisch zu verbinden ist […] die Künstler haben kaum hier und da die schematische Routine des Handwerkers überarbeitet, so daß überall eine gleichmäßige Brutalität der Ausführung herrscht […] kaum eine Form ist recht verstanden, keine Silhouette schön: patriotische, schauderhaft verstimmte Blechmusik.“

Für den Kunstkritiker Max Osborn hob sich allein Adolf Brütts volkstümliches Standbild zu Otto dem Faulen durch seine künstlerische Qualität aus einer schematischen Darstellungsreihe heraus, die ansonsten den Beweis dafür lieferte, „daß die alte Kunst großer dekorativer Anlagen ums Jahr 1900 untergegangen war […]. Die Siegesallee […] ist zugleich ein Spiegelbild der ganzen Epoche, […] der es mehr auf Quantität als auf Qualität ankam, die sich damit begnügte, die Kunstformen und Stilmotive aller früheren Zeiten treulich, aber geistlos zu wiederholen […]“
Die Ausstattungsdetails der Figuren wie Rüstungen und Mäntel wurden durch die Kritiker überwiegend als historisch gut recherchiert und passend empfunden. Und bei allem Spott besuchten die Berliner in großen Scharen die Siegesallee und die Puppen entwickelten sich zu einem beliebten touristischen Anziehungspunkt.

#### Kritik an der Personenauswahl
Neben der Gestaltung wurden vielfach die Auswahl der dargestellten Personen und die Zusammensetzung der Gruppen in Frage gestellt. Umstritten blieb beispielsweise die Aufnahme des Standbilds für Heinrich II. (das Kind), der zwar der letzte askanische Markgraf war, in seinen beiden „Regierungsjahren“ 1319/1320 als Elfjähriger für die märkische Geschichte aber keine bleibende Bedeutung erlangte. Die Kritiker befanden, dass die von August Kraus gestaltete Gruppe in künstlerischer Hinsicht zu den eher gelungenen Arbeiten zu zählen sei. Für den knabenhaft gestalteten Markgrafen diente der französische Cellist Paul Bazelaire als Modell, der gerade in Berlin zu Gast war. In dieser Gruppe ist das Zille-Porträt in der Nebenfigur des Wedigo von Plotho enthalten.

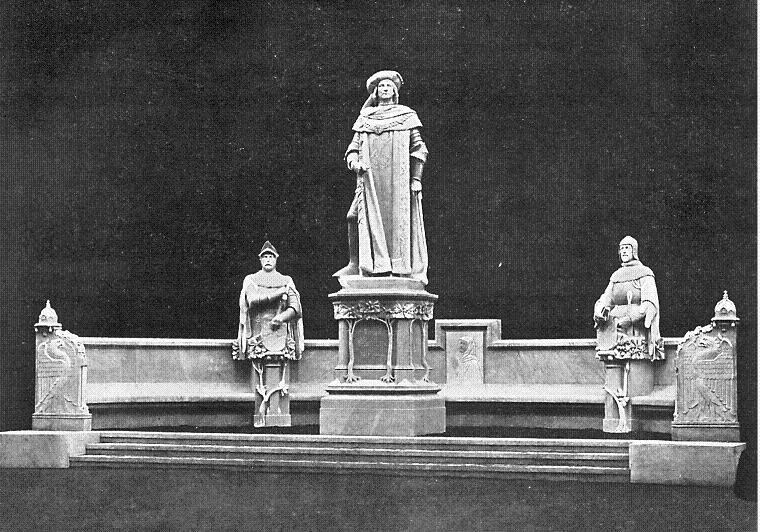
Gruppe 15 mit dem Reliefbildnis der Kurfürstin Elisabeth

Dass zudem keine einzige Frau unter den heroischen Skulpturen abgebildet war, stieß insofern auf Unverständnis, als dass beispielsweise die Kurfürstin Sophie Charlotte oder Königin Luise populärer waren und zu der Entwicklung des Königreichs wesentlich mehr beigetragen hatten als viele der dargestellten Personen. Wie Uta Lehnert mitteilt, bedauerte der Leiter des historischen Programms der Siegesallee, der Historiker und Präsident des Preußischen Geheimen Staatsarchivs Reinhold Koser, dass „keine Frauen berücksichtigt werden sollten, sonst hätte er für das Denkmal des Markgrafen Otto mit dem Pfeil gern die ‚edle, kluge und schöne Gemahlin Ottos‘ vorgeschlagen.“
Ein einziges Frauenbildnis fand in der Siegesallee seine Verwirklichung: Die erste brandenburgische Kurfürstin Elisabeth fand Platz auf der Rückenlehne einer Marmorbank der Gruppe 15 – das Relief zeigte sie betend zu Füßen ihres Mannes Friedrich I.

### Die Beinstellung der Denkmäler in der Siegesallee
Die vom Kaiser erhoffte Aufmerksamkeit als „Réclame Royale“ wurde der Siegesallee trotz beziehungsweise wegen der – letztlich aufmerksamkeitsverstärkenden – Kritik in hohem Maß zuteil. Ebenso erfüllte das Projekt den gewünschten Effekt der Volksbildung als steingewordene Historie, die als Sehenswürdigkeit der Bevölkerung das Bewusstsein für die eigene Vergangenheit näher brachte. Schulklassen nahmen den Boulevard als Ausflugsziel ins Programm und Schüler mussten die Figuren in ihrer Reihenfolge und somit deren geschichtliche Einordnung auswendig lernen.

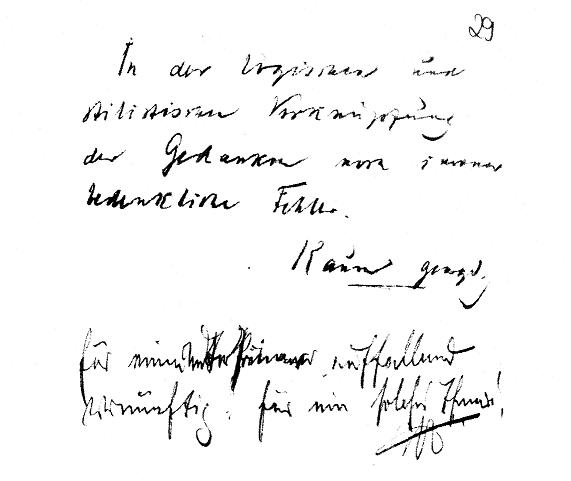
Otto Schroeders „Kaum genügend“ und Kaiser Wilhelms II. „auffallend vernünftig“: Kommentare unter einem der Primaneraufsätze zur „Beinstellung der Denkmäler“

Im Jahr 1901 ließ Professor Otto Schroeder, ein „zu Ironie neigender Pädagoge“ für Deutsch und Griechisch am Joachimsthalschen Gymnasium, dem Hausgymnasium der Hohenzollern, Primaner einen Aufsatz über die Siegesalleefiguren schreiben. Das Thema lautete: Die Beinstellung der Denkmäler in der Siegesallee. Vier dieser Aufsätze schrieben Geschichte, da sie zu Wilhelm II. gelangten und vom Kaiser höchstpersönlich – teilweise sehr abweichend von der Lehrerzensur – bewertet und mit Randbemerkungen versehen wurden. Im Hohenzollernmuseum unter Verschluss gehalten und lange vergessen, wurden die Aufsätze nach dem Zweiten Weltkrieg im Zentralarchiv Merseburg wiederentdeckt und 1960 von Rudolf Herrnstadt (unter dem Pseudonym R. E. Hardt) publiziert.
Die Schüler hatten die Aufgabe, von der Beinstellung der steinernen Herrscher auf ihren Charakter zu schließen. Der Schüler Walter Zehbe schrieb zu Otto V.: „Seine schwachen Knie, das unter der Last des Körpers zusammenzubrechen droht, zeugt von gänzlichem Mangel an Thatkraft.“ Während der Lehrer den Aufsatz Zehbes wie folgt beurteilte: „In der logischen und stilistischen Verknüpfung der Gedanken noch immer bedenkliche Fehler. Kaum gen[ü]g[en]d.“, notierte der Kaiser milde: „Für einen Unterprimaner auffallend vernünftig für ein solches Thema! W.“ Laut Lehnert zeigt diese freundliche Notiz des Kaisers ebenso wie weitere teils humorvolle Anmerkungen, dass Wilhelm II. die Aufsätze keinesfalls so ernst genommen hat, „wie einige seiner Kritiker glauben machen wollen“, und dass er Verständnis für die prekäre Aufgabe der Primaner aufbrachte.

### Geschichte und Odyssee der Figuren nach Ende der Monarchie

#### Vorschlag zur Sprengung in der Novemberrevolution
In der Novemberrevolution wurden einige Gruppen beschädigt. Auf zahlreichen Sockeln waren in großen blutroten Lettern Inschriften zu lesen wie „Volksbedrücker“ und „Soldaten, mordet nicht“. Der Soldatenrat Hans Paasche schlug die Siegesallee im Vollzugsrat der Arbeiter- und Soldatenräte Großberlin zur Sprengung vor. Kurt Tucholsky fragte im Dezember 1918 unter seinem Pseudonym Theobald Tiger in der Zeitschrift Ulk im Gedicht Bruch:
Was aber wird nun aus der Siegsallee?

Wird man dieselbe, weil zu royalistisch,

zu autokratisch und zu monarchistisch,

abfahren in den Neuen See?

Läßt man bei jedem Denkmal die Statur?

und setzt nur neue Köpfe auf die Hälse?

Nun, sagen wir mal, den von Lüders Else

und Brutus Molkenbuhr?
Weckt man den schönen, weißen Marmor ein?

Vor langen Jahren, damals, im Examen,

wußt ich, wie alle nach der Reihe kamen…

Soll das umsonst gewesen sein?

Und sie ist schön! – Laß uns vorübergehen

und lächeln – denn wir wissen ja Bescheid.

Ich glaub, wir lassen still die Puppen stehen

als Dokumente einer großen Zeit.
Während die USPD die Sprengung im Vollzugsrat der Arbeiter- und Soldatenräte befürwortete, sorgte ein Veto der Mehrheitssozialisten für die Erhaltung der Siegesallee.

#### Planung der Nationalsozialisten und Vergrabung
In der Zeit des Nationalsozialismus sahen die Planungen Albert Speers für die „Welthauptstadt Germania“ auf der Trasse der Siegesallee den Beginn der Nord-Süd-Achse „Germanias“ vor. Im Rahmen des Stadtumbaus sollte die Siegessäule auf dem Großen Stern, umgeben von den Denkmälern Bismarcks, Albrecht von Roons und Helmuth Karl Bernhard von Moltkes ein „Forum des II. Reiches“, also des Kaiserreiches, bilden. Ergänzend wurden die Denkmäler der Siegesallee ab Mai 1938 an die Große Sternallee versetzt, die als Fußgängerweg südöstlich vom Großen Stern abzweigte, nun „Neue Siegesallee“ hieß und als Point de vue das Richard-Wagner-Denkmal hatte. Bei der Einweihung der Forumsanlage anlässlich der großen Militärparade zum 50. Geburtstag Adolf Hitlers am 20. April 1939 säumten die Statuen der Siegesallee bereits die Neue Siegesallee.

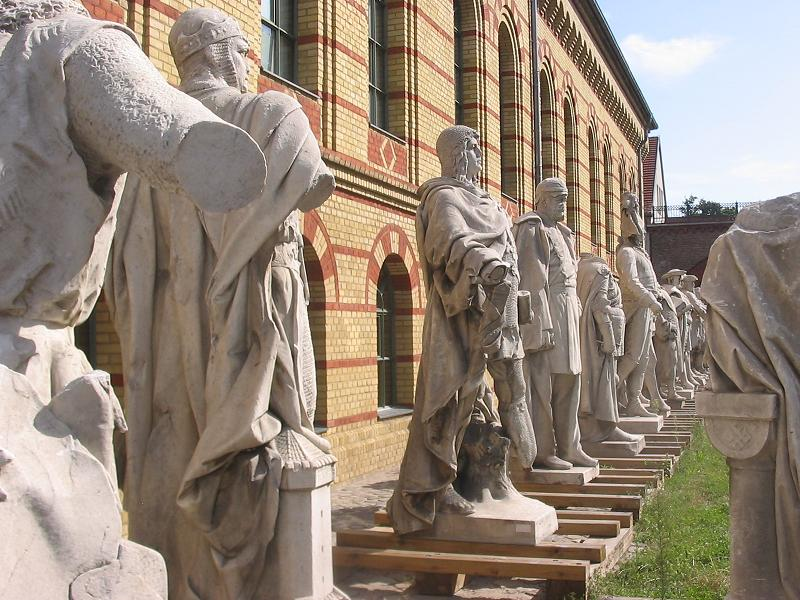
Statuen im Museumshof der Zitadelle, August 2009, vor der Restaurierung

Im Zweiten Weltkrieg wurden einige der Figuren beschädigt, einige sind seither verschollen. 1947 dienten die stark beschädigten und noch vorhandenen Figuren für den Film Berliner Ballade als Kulisse. Der Kriegsheimkehrer Otto Normalverbraucher (gespielt von Gert Fröbe) spaziert hier durch die Trümmer Berlins, legt eine Rast bei der „Neuen Siegesallee“ ein und salutiert reflexartig vor einigen Figuren. 
Kurze Zeit später, noch im selben Jahr, ordnete die Alliierte Kommandantur die Einebnung der Allee an. Mit Ausnahme der Denkmäler von Albrecht dem Bären und Friedrich Wilhelm IV., die in der Zitadelle Spandau aufgestellt wurden, wurden die Denkmäler zunächst zum Schloss Bellevue umgesetzt, bis sie der damalige Landeskonservator Hinnerk Scheper 1954 zum Schutz im Schlosspark vergraben ließ.

#### Ausgrabung, Lapidarium, Zitadelle Spandau
Die verbliebenen Figuren wurden 1978 im Rahmen der Aktion Rettet die Denkmäler wieder ausgegraben und zum größten Teil provisorisch im Lapidarium in Berlin-Kreuzberg aufgestellt (26 Standbilder und 40 Büsten). Die Marmorbüste des Freiherrn vom Stein kam in die Spandauer Mönchgasse, einige Figuren in Privatbesitz oder öffentliche Einrichtungen. Am 13. September 2005 fanden die Gruppen Markgraf Otto der Faule und Friedrich Wilhelm II. von Adolf Brütt sowie Kaiser Wilhelm I. von Reinhold Begas vor dem Neuen Flügel des Schlosses Charlottenburg im Rahmen der Ausstellung Die Kaiser und die Macht der Medien vorübergehend einen neuen Platz.

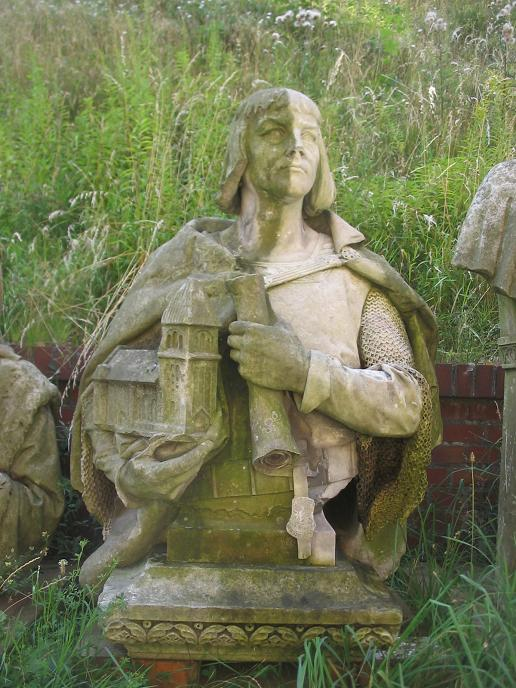
Restauratorische Reinigungsprobe an der Büste des Johann Gans Edlen Herrn zu Putlitz aus der Gruppe 3, August 2009

Im Mai 2009 wurden die 26 Standbilder und 40 Büsten aus dem von der Stadt Berlin verkauften Lapidarium per Schwertransport in die Zitadelle Spandau umgesetzt und restauriert. Seit dem 29. April 2016 werden sie in der Zitadelle als Teil der neuen Dauerausstellung Enthüllt. Berlin und seine Denkmäler präsentiert. Für die Herrichtung des Magazins (Haus 8) und die Einrichtung der Dauerausstellung haben der Europäische Fonds für regionale Entwicklung (EFRE) der EU und die Stiftung Deutsche Klassenlotterie je sechs Millionen Euro bereitgestellt.

#### Restaurierung und Präsentation in der Dauerausstellung seit 2016
Bei der Restaurierung wurden verlorene Teile wie abgeschlagene Arme, Köpfe oder Zubehör wie verschollene Schwerter nicht ersetzt. Die Arbeiten umfassten im Wesentlichen reinigende und steinkonservierende Maßnahmen. Während die Statuen, die im Innenraum des Lapidariums lagerten, vergleichsweise gut erhalten sind, sind die Büsten, die ungeschützt im Hof standen, deutlich verwitterter. Der Gutachter und Leiter der Restaurierung Thomas Propp begann im August 2009 mit ersten restauratorischen Reinigungsproben an einer Büste.
Die Sockel der Statuen und die Architekturteile (Bänke, Rondelle) sind bis auf minimale Reste zerstört.
Um in der 2016 eröffneten Dauerausstellung eine Vorstellung der kompletten Gruppen zu vermitteln, wurde die Denkmalgruppe 26 um Friedrich I. in ihrer ursprünglichen Anordnung mit einer neun Meter langen halbrunden Marmorbank auf einem Podest nachgebildet. Dabei wurde auf die Rekonstruktion der historischen Ornamentik wie des Akanthusfries in der Banklehne oder der Adler in den Bankwangen verzichtet. In dem abgedunkelten Raum wird mit Stoffbahnen sowie Vogelgezwitscher, Pferdegetrappel und einem Gewitter ein Sommertag im Jahr 1907 simuliert. Die Inszenierung dürfen die Besucher sitzend auf der Bank erleben. Fast alle Exponate der ehemaligen Siegesallee dürfen berührt werden.